# 33e cérémonie des Boston Society of Film Critics Awards
La 33e cérémonie des Boston Society of Film Critics Awards, décernés par la Boston Society of Film Critics, a eu lieu le 9 décembre 2012, et a récompensé les films réalisés dans l'année,.

## Palmarès

### Meilleur film
- Zero Dark Thirty
  - Argo
  - The Master

### Meilleur réalisateur
- Kathryn Bigelow pour Zero Dark Thirty
  - Paul Thomas Anderson pour The Master

### Meilleur acteur
- Daniel Day-Lewis pour le rôle d'Abraham Lincoln dans Lincoln
  - Denis Lavant pour le rôle de M. Oscar dans Holy Motors

### Meilleure actrice
- Emmanuelle Riva pour le rôle d'Anne dans Amour
  - Deannie Yip pour le rôle de Chung Chun Tao dans A Simple Life (桃姐)

### Meilleur acteur dans un second rôle
- Ezra Miller pour le rôle de Patrick dans Le Monde de Charlie (The Perks of Being a Wallflower)
  - Christoph Waltz pour le rôle du Dr King Schultz dans Django Unchained

### Meilleure actrice dans un second rôle
- Sally Field pour le rôle de Mary Todd Lincoln dans Lincoln
  - Emma Watson pour le rôle de Sam dans Le Monde de Charlie (The Perks of Being a Wallflower)

### Meilleure distribution
- Sept psychopathes
  - Moonrise Kingdom

### Réalisateur le plus prometteur
- David France pour How to Survive a Plague
  - Benh Zeitlin pour Les Bêtes du sud sauvage (Beasts of the Southern Wild)

### Meilleur scénario
- Lincoln – Tony Kushner
  - Moonrise Kingdom – Roman Coppola et Wes Anderson

### Meilleure photographie
- The Master – Mihai Malăimare Jr.
  - L'Odyssée de Pi (Life Of Pi) – Claudio Miranda
  - Moonrise Kingdom – Robert Yeoman

### Meilleur montage
- Zero Dark Thirty – William Goldenberg et Dylan Tichenor
  - Argo – William Goldenberg

### Meilleure utilisation de musique dans un film
- Moonrise Kingdom
  - Django Unchained

### Meilleur film en langue étrangère
- Amour •  Autriche  France
  - Holy Motors •  France

### Meilleur film d'animation
- Frankenweenie
  - L'Étrange Pouvoir de Norman (ParaNorman)

### Meilleur film documentaire
- How to Survive a Plague
  - The Queen of Versailles